# (1845) Helewalda
(1845) Helewalda – planetoida z pasa głównego asteroid okrążająca Słońce w ciągu 5,12 lat w średniej odległości 2,97 au Została odkryta 30 października 1972 roku w Observatorium Zimmerwald w Szwajcarii przez Paula Wilda. Nazwa planetoidy pochodzi od Helen – szkolnej koleżanki odkrywcy pochodzącej z miejscowości Wald w kantonie Zurych.